# Патара-Сативе
Патара-Сативе (груз. პატარა სატივე) — село в Грузии. Находится в Хашурском муниципалитете края Шида-Картли. Высота над уровнем моря составляет 750 метров. Население — 68 человек (2014).